# Каменяр (стадіон)
Стадіо́н «Каменя́р» — спортивний стадіон Дрогобицького державного педагогічного університету імені Івана Франка у місті Дрогобич.

## Історія
Стадіон споруджений приблизно в 1920-х роках на кошти заводу «Польмін». Уже з 1926 року він став домашнім полем для заводського футбольного колективу «Польмін».
У 1932 році на стадіоні почали спорудження роздягальні з трибуною. Вміст трибуни не перевищував 1000 сидячих місць.
Стадіон, як центральна споруда робітничої колонії, регулярно ставав майданчиком для різноманітних заходів. Так у 1938 році стадіон приймав виставку автомобілів від місцевого автоклубу.
Після війни, у період радянської влади, стадіон зазнав змін: його кілька разів перейменовували, але найдовше він носив назву «Долотник». 
У 1960-х роках на футбольну арену вийшла команда Долотного заводу «Долотник», яка проводила тут матчі чемпіонатів Львівщини та УРСР серед КФК.
У 1970-х роках на території стадіону ще стояла оригінальна роздягальня. Її знесли з невідомих причин.  
У часи Незалежності стадіон пережив період затишшя, але в 2017 році футбольне життя на ньому відродилося: місцева «Галичина» обрала його для домашніх матчів у рамках Прем’єр-ліги Львівщини. Цей період тривав до 2024 року, поки галичани  не переїхала на стадіон ДЮСШ імені Івана Боберського.
Сьогодні стадіон належить Дрогобицькому державному педагогічному університету імені Івана Франка.